# Manchester (Nova Hampshire)
Manchester ou, na sua forma portuguesa, Manchéster é a cidade mais populosa e mais densamente povoada do estado norte-americano de Nova Hampshire, no Condado de Hillsborough, do qual é sede juntamente com Nashua. Foi incorporada como Derryfield em 1751, e posteriormente, como Manchester, em 1846.
Com mais de 115 mil habitantes, de acordo com o censo nacional de 2020, é 251ª mais populosa do país. Pouco mais de 8% da população total de Nova Hampshire vive em Manchester.

## Geografia
De acordo com o Departamento do Censo dos Estados Unidos, a cidade tem uma área de 90,5 km², dos quais 85,7 km² estão cobertos por terra e 4,8 km² (5,3%) por água.

## Demografia
Desde 1900, o crescimento populacional médio, a cada dez anos, é de 6,3%.

### Censo 2020
De acordo com o censo nacional de 2020, a sua população é de 115 644 habitantes e sua densidade populacional é de 1 350 hab/km². Seu crescimento populacional na última década foi de 5,5%, acima do crescimento estadual de 4,6%. É a cidade mais populosa do estado e a 251ª mais populosa do país.
Possui 51 438 residências que resulta em uma densidade de 600,5 residências/km² e um aumento de 4,4% em relação ao censo anterior. Deste total, 4,5% das unidades habitacionais estão desocupadas. A média de ocupação é de 2,4 pessoas por residência.

### Censo 2010
Segundo o censo nacional de 2010, sua população era de 109 565 habitantes, e sua densidade populacional de 1 278 hab/km². A cidade possuía 49 288 residências que resultava em uma densidade de 574,9 residências/km².